# Sântu, Mureș
Sântu (în maghiară: Mezőszentandrás, în germană: Sankt-Andreas) este un sat în comuna Lunca din județul Mureș, Transilvania, România.

## Personalități
- Carmen Iohannis, născută Lăzurcă, (n. 1960), soția fostului președinte Klaus Iohannis[1]